# 伯勒恰努鄉
45°16′N 27°9′E / 45.267°N 27.150°E
伯勒恰努鄉（羅馬尼亞語：Bălăceanu, Buzău），是羅馬尼亞的鄉份，位於該國東南部，由布澤烏縣負責管轄，面積3,342平方公里，海拔高度64米，2007年人口1,806，人口密度每平方公里0.5人。